# 麗葉斑竹芋
麗葉斑竹芋（学名：Goeppertia kegeljanii）为竹芋科孔雀竹芋屬下的一个种。

## 圖示

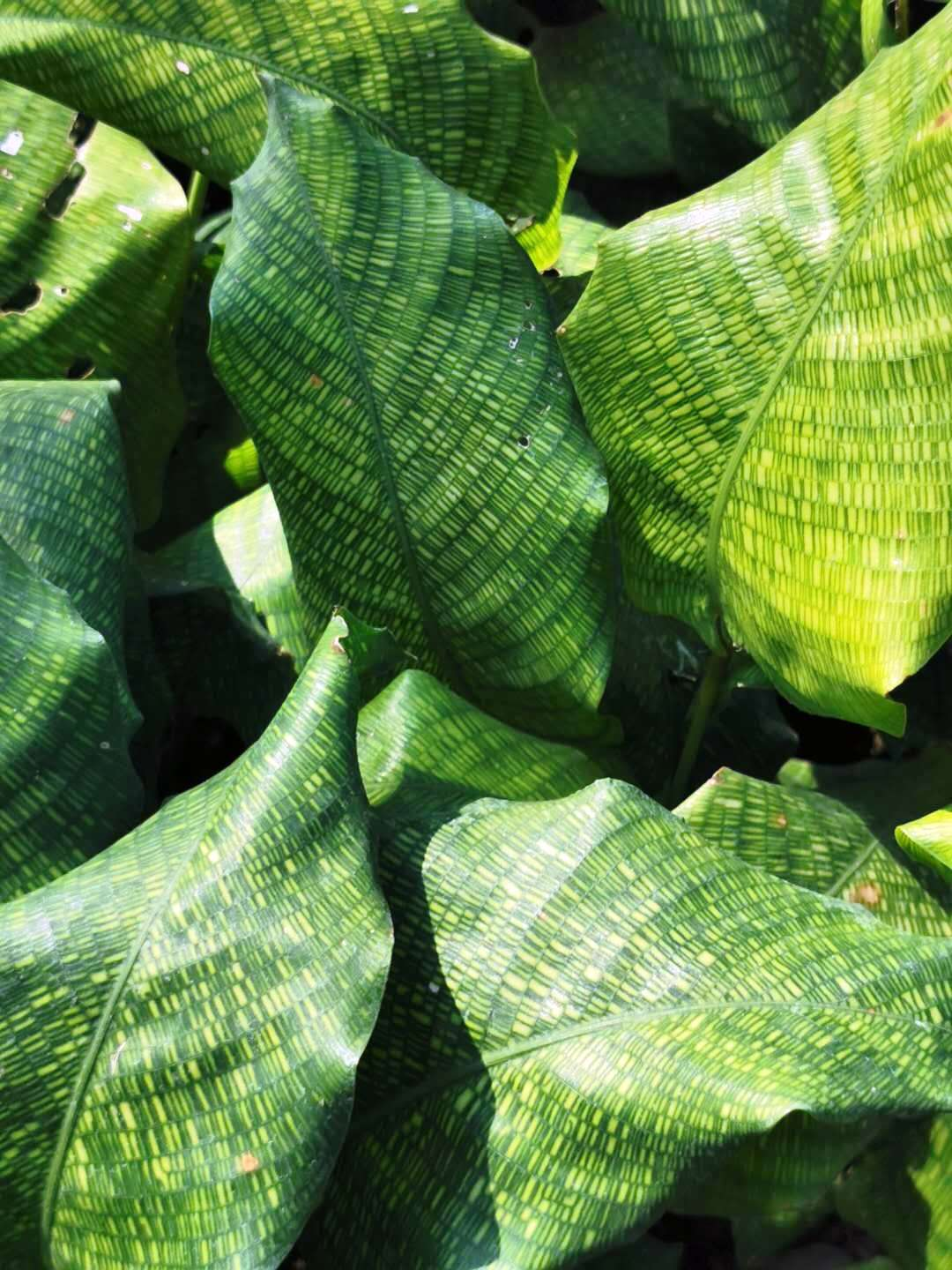
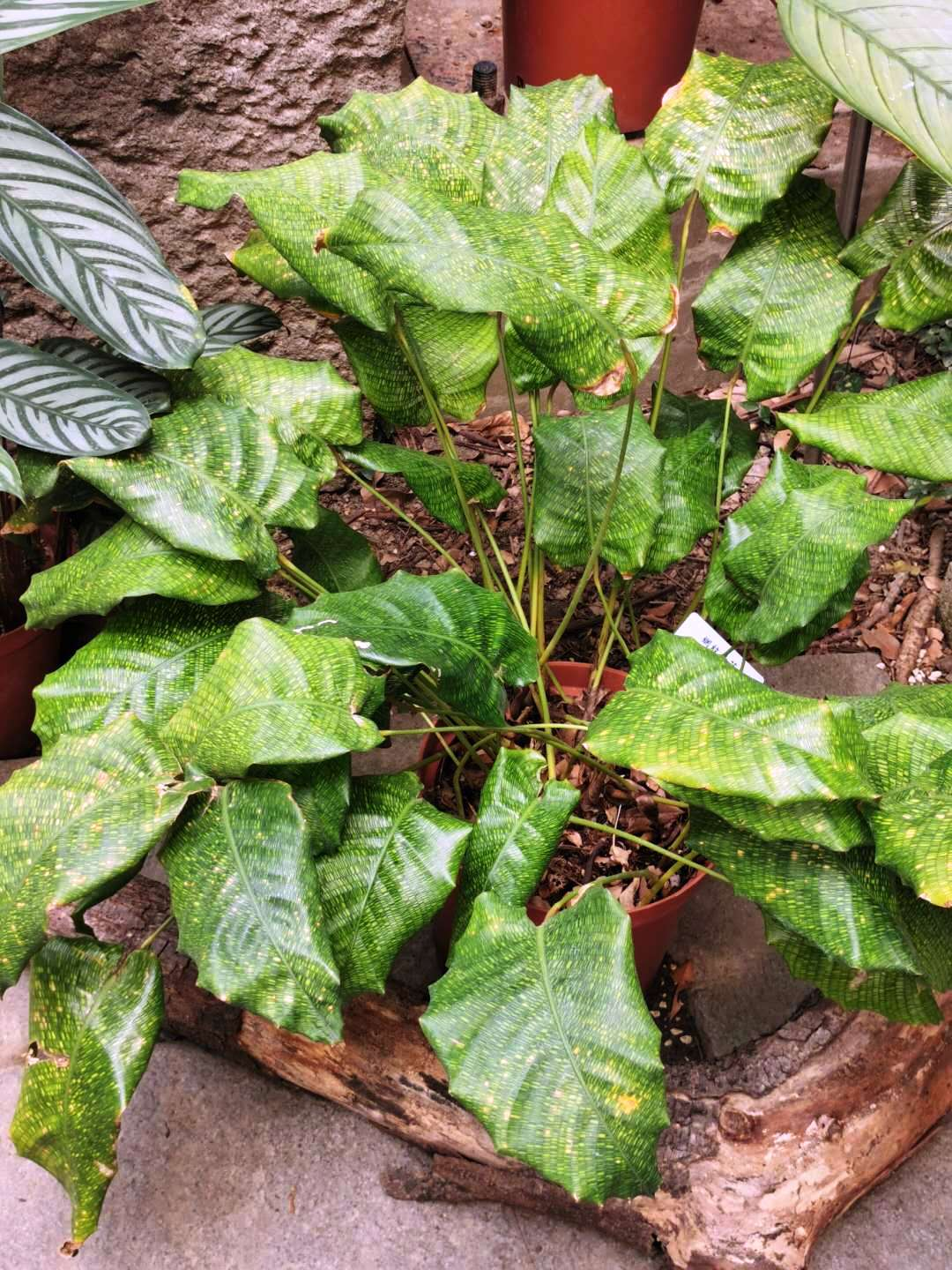

## 扩展阅读
- 維基物種上的相關：麗葉斑竹芋